# Наценка
Торговая наценка — составная часть цены товара; например, может быть разницей между розничной и оптовой ценой товаров, необходимая для покрытия издержек и получения средней прибыли предприятиями торговли.
Вычисляется как разница между ценой {\displaystyle x_{1}} и себестоимостью {\displaystyle x_{2}} по отношению к себестоимости {\displaystyle x_{2}}, то есть по формуле {\displaystyle (x_{1}-x_{2})/x_{2}} или {\displaystyle x_{1}/x_{2}-1}. Торговая наценка отличается от маржи, которая вычисляется как отношение той же разницы между ценой {\displaystyle x_{1}} и себестоимостью {\displaystyle x_{2}}, но к цене {\displaystyle x_{1}}.
Исходя из формулы выше расчет наценки без НДС будет следующим: Себестоимость без НДС * (Наценка +1)= Цена без НДС , или, (Цена без НДС/Себестоимость без НДС) −1 = Наценка *100 %

## Основные элементы наценки
1. Суммы издержек обращения, связанных с реализацией товара;
2. Суммы налоговых платежей, входящих в цену товара или услуги, то есть уплачиваемых непосредственно за счёт доходов предприятия (включает в себя: НДС (налог на добавленную стоимость), акцизный сбор для ряда товаров, а также таможенные сборы и пошлины;
3. Суммы доходов организации и реализации товаров и услуг (до вычета из неё налогов).

## Классификация торговых надбавок
1. По подотраслям торговли — величина торговых надбавок должна обеспечивать возможности для выгодного ведения деятельности различными хозяйственными субъектами.
2. По географическому признаку — торговая надбавка должна компенсировать издержки фирмы, связанные с территориальным фактором.
3. По товарным группам — разный уровень издержкоемкости влияет на величину устанавливаемой торговой надбавки.

## Порядок формирования надбавки
Наценка формируется субъектом хозяйствования самостоятельно, с учётом влияния и назначением конъюнктуры рынка, качеством и потребительскими свойствами товаров и культуры торгового обслуживания, а так же от места продажи товара. Субъекты РФ не вправе регулировать торговые надбавки или их предельные уровни, за исключением случаев, предусмотренных федеральным законодательством.

Действующее законодательство регулирует цены, в частности, на следующие товары:
- продукты детского питания;
- лекарственные средства;
- медицинские изделия;
- продукцию предприятий общественного питания при школах, училищах, средних и высших учебных заведениях;
- продукцию, продаваемую в районах Крайнего Севера и приравненных к ним местностях.

## Методы расчета наценки
Компания, решая проблему ценообразования, выбирает себе метод расчета цен, надеясь, что данный метод позволит корректно вычислить конкретную цену товара или услуги.
Простейший способ образования цен выражается в начислении определённой наценки на себестоимость товара или услуги. Из себестоимости или из продажной цены вытекают два основных метода расчета наценок:
1. процент наценки на себестоимость = (сумма наценки в денежном выражении)÷(себестоимость)×100 %
2. процент наценки на продажную цену = (сумма наценки в денежном выражении)÷(продажная цена)×100 %

## Экономические функции наценки
- Оценка доли организации в цене реализации;
- Анализ и управление над валовыми доходами;
- Стимулирование организаций в максимизации собственных объёмов получаемой прибыли;
- Регулирование спроса на товары и предложения через механизм ценообразования на существующем рынке.